# Korsusaari
Korsusaari är en halvö i Finland. Den ligger i sjön Ule träsk och i kommunen Kajana i den ekonomiska regionen  Kajana ekonomiska region  och landskapet Kajanaland, i den centrala delen av landet, 500 km norr om huvudstaden Helsingfors.